# John Dowse
John Cecil Alexander Dowse, britanski general, * 1891, † 1964.